# Nuestra Señora del Topo

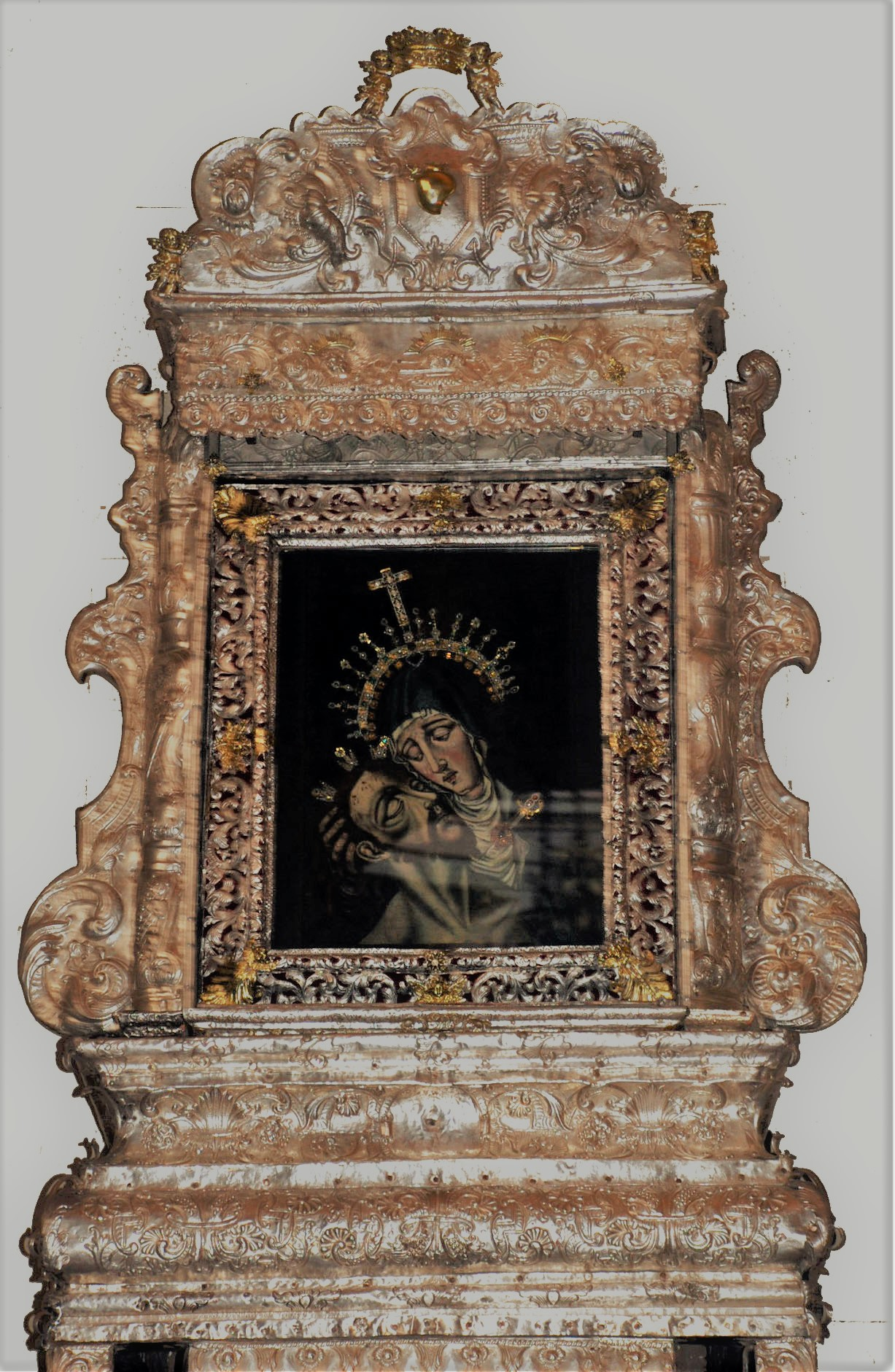
Nuestra Señora del Topo

Nuestra Señora del Topo es una advocación mariana con que se venera a la Virgen María en el Catolicismo. Esta imagen de la Virgen de las Angustias es un óleo atribuido a la escuela de pintura de Luis de Morales “El Divino” en el siglo XVI. Este cuadro se venera en la Catedral Basílica Metropolitana y Primada de Bogotá desde 1610. 

## Reseña histórica
Durante la Colonia había una doctrina llamada Topo en las cercanías del actual pueblo de Pauna, Boyacá, Colombia dedicada a la catequesis de los indígenas Muzos. Este lugar -Topo- deriva su nombre de la palabra chibcha “tupu” que representa un alfiler para prender el manto de las indígenas. En este poblado había una capilla encomendada al fraile dominico Francisco de Párraga donde se veneraba un cuadro de buen pincel de la Virgen de las Angustias. Un día domingo en el año de 1608, los habitantes del lugar vieron que la capilla parecía que estaba ardiendo. Al llegar al lugar, con asombro constataron que no era un incendio sino que unos extraordinarios resplandores de refulgentísima luz que, como rayos del sol, brotaban del fondo de la imagen. Este prodigio se repitió varias veces acompañado en dos ocasiones de un sudor aceitoso el cual fue aplicado en llagas, tumores y otras dolencias, con milagrosos resultados.

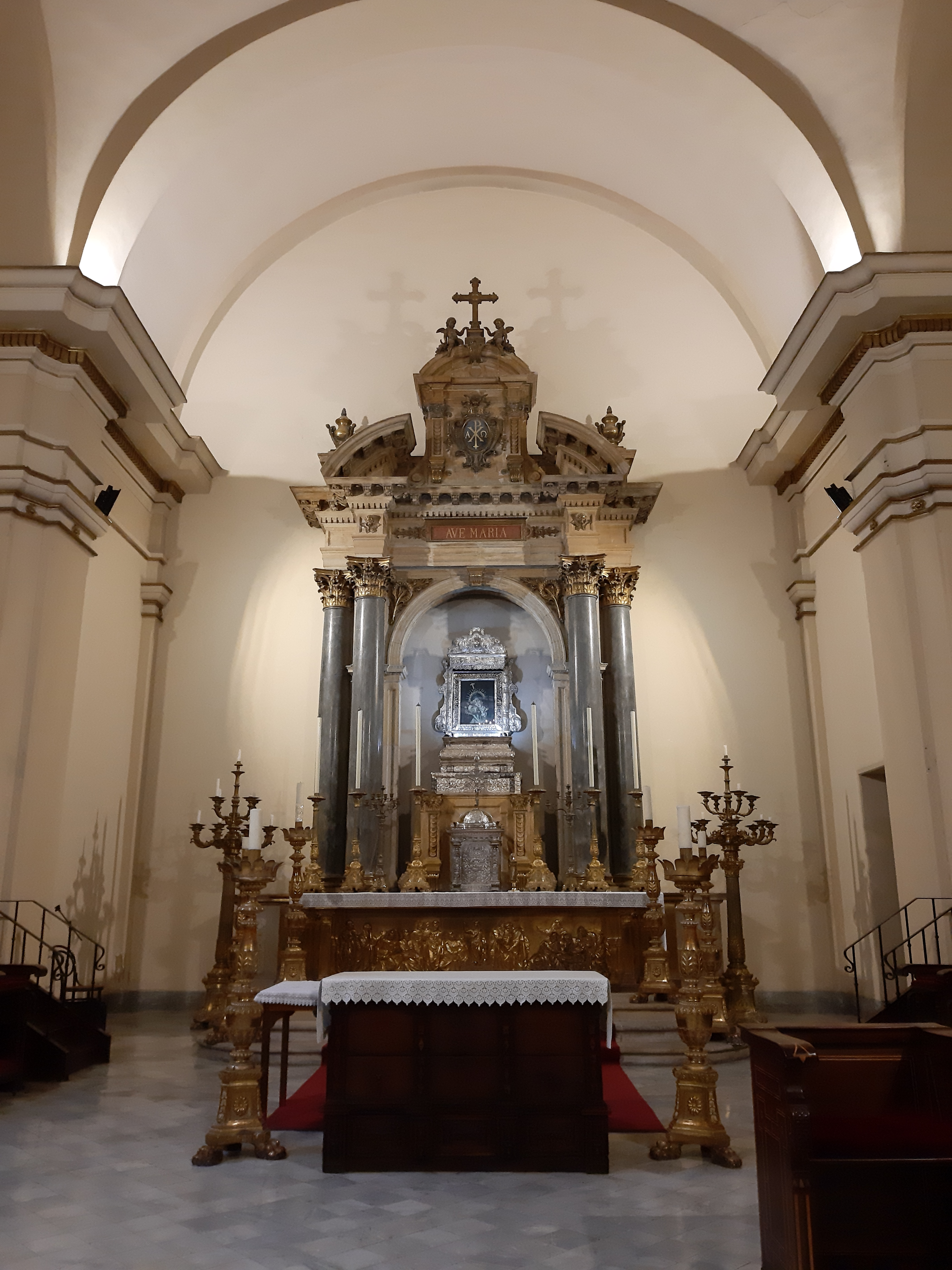
Retablo de Nuestra Señora del Topo

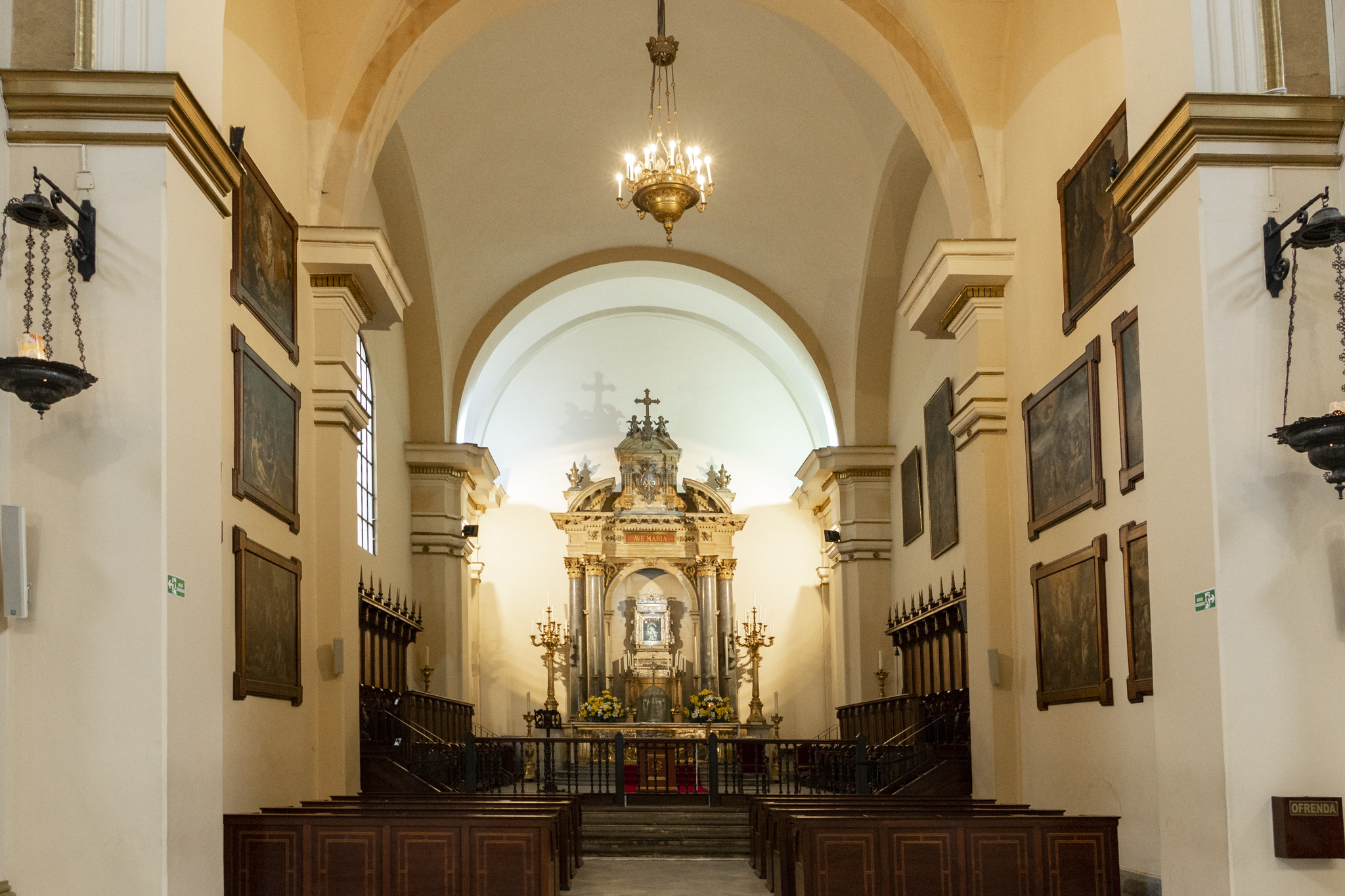
Capilla de Nuestra Señora del Topo

De este milagro fue testigo presencial el conquistador García Varela, quién viajó a Bogotá y puso este evento en conocimiento del Provisor. El suceso fue confirmado y se siguió proceso conforme a derecho. Por orden de la autoridad eclesiástica, se levantó la información canónica juraron los testigos y certificó lo mismo el fraile Francisco de Párraga. Don Simón López Barragán, quien era el gobernador encargado del arzobispado, ordenó trasladar la milagrosa imagen a Bogotá, donde fue recibida solemnemente y colocada en una capilla de la Catedral en 1610 y posteriormente fue nombrada Patrona del Capítulo Metropolitano.

La Capilla de Nuestra Señora del Topo en la Catedral de Bogotá, solo inferior a la Capilla del Sagrario, fue dotada con su propio órgano y coro. Los maestros de la Catedral adoptaron como costumbre estrenar para la fiesta de la patrona una de sus composiciones. Juan de Herrera, el más prolífico de todos los compositores coloniales de la Nueva Granada, le dedicó su primera obra secular con texto en español: “A la Fuente de Bienes”:

## El Patrocinio de Nuestra Señora
En 1643 que Felipe IV nombró por medio de una cédula real a la Virgen María como Patrona de sus dominios y por medio de otra cédula en 1655 estableció la fiesta del Patrocinio de Nuestra Señora para el Domingo de Cuasimodo. Al conocer este decreto, los Canónigos de la Catedral de Santafé le contestaron al monarca que aquí desde años atrás se tenía como Patrona a Nuestra Señora del Topo, a quien se honraba con una fiesta el segundo domingo de noviembre8. El rey contestó con una carta escrita el 15 de agosto de 1660, ratificando el patronazgo de Nuestra Señora del Topo y la fiesta que luego vino a conocerse como del Patrocinio.

## Cofradía de Nuestra Señora del Topo
la Cofradía de Nuestra Señora del Topo, la fue constituida formalmente el 8 de noviembre de 1659, para gloria y honra de Dios Todopoderoso; para mayor veneración de su Santísima Madre en la imagen de la advocación del Topo y para el provecho espiritual de las almas de los fieles.  Esta cofradía se encargó de coronar la imagen con plata y piedras preciosas y un cetro de plata pues, por decisión del rey de España, se le proclamó patrona del Nuevo Reino de Granada. La devoción a Nuestra Señora del Topo era inmensa y son muchos los registros de como la feligresía acudía a ella en época de necesidades. La Cofradía funciona actualmente en Bogotá y se encarga de fomentar la devoción y organizar la novena y Fiesta de Nuestra Señora del Topo que se celebra el 7 de noviembre.

## Indulgencias
Esta confraternidad fue aprobada por el papa Alejandro VII y enriquecida con las siguientes indulgencias por medio de una Bula de fecha 1 de noviembre de 1694:
- Indulgencia plenaria el día de la entrada a la Cofradía, confesándose y comulgando.
- Indulgencia plenaria, remisión de todos los pecados: en el artículo de la muerte, confesados y comulgando, y si no puede, invocando el nombre de Jesús con la boca o con el corazón dando seña de arrepentimiento.
- Indulgencia plenaria en cada uno de los domingos de noviembre en que se celebra la fiesta.
- Indulgencia plenaria el día de la entrada a la Cofradía, confesándose y comulgando.
- Indulgencia plenaria, remisión de todos los pecados en el artículo de la muerte, confesando y comulgando y si no puede, invocando el nombre de Jesús con la boca o con el corazón dando seña de arrepentimiento.
- Indulgencia plenaria y remisión de pecados visitando la Catedral en el último día de la fiesta pidiendo a Dios por el fin de las herejías, la exaltación de la Iglesia, la paz y concordia entre los cristianos y la salud del Pontífice.
- Siete años y siete cuarentenas de perdón en los tres domingos de las fiestas y en los días de Nuestra Señora, Santa Ana, Santa Isabel de Hungría, Domingo de Resurrección y San Ildefonso rogando por lo dicho.
- Setenta días de perdón por cualesquiera obra piadosa o de misericordia y por cualesquiera asistencia a las funciones de la Catedral y rezando por las almas del purgatorio.